# Archibald Alison, 1. Baronet

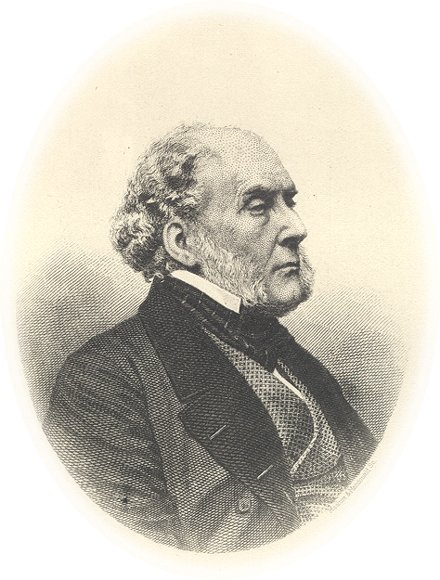
Sir Archibald Alison, 1. Baronet

Sir Archibald Alison, 1. Baronet FRSE (* 29. Dezember 1792 in Kenley; † 23. Mai 1867 in Possilpark) war ein schottischer Jurist, Beamter und Historiker.

## Leben
Der als Sohn eines Pfarrers geborene Alison studierte in Edinburgh Jura, wurde 1814 Advokat und Mitglied des Faculty of Advocates, trat 1822 in den Staatsdienst und wurde 1834 Sheriff von Lanarkshire.
In England bekannt wurde er durch die Werke The principles of the criminal law of Scotland (1832) und Practice of the criminal law (1833).
Später veröffentlichte er diverse – im 19. Jahrhundert in Europa weit verbreitete, vielfach aufgelegte und übersetzte – historische Darstellungen. Das Werk History of Europe hatte einen für die damalige Zeit bemerkenswerten kommerziellen Erfolg. Alison beschrieb die Geschichte als eine Kette von Wirkungen, in denen sich das Walten einer Vorsehung manifestiere. Zudem setzte er sich in seiner 1840 erschienenen Schrift Principles of population mit der Malthus’schen Theorie zur Bevölkerungsentwicklung kritisch auseinander. Von 1850 bis 1852 war er Rektor der University of Glasgow. Am 25. Juni 1852 wurde Alison zum erblichen Baronet, of Possil House in the County of Devon, erhoben und wurde 1853 von der Universität Oxford zum Ehrendoktor der Rechte ernannt. Seit 1830 war er Fellow der Royal Society of Edinburgh.

## Werke
- Principles of the Criminal Law of Scotland. W. Blackwood, Edinburgh 1832, OCLC 8715591.
- Practice of the Criminal Law of Scotland. W. Blackwood, Edinburgh 1833, OCLC 8715578.
- History ot Europe from the commencement of the French revolution to the restoration of the Bourbons (das. 1833–42, 14 Bde. zehn Auflagen, zuletzt 1860, 14 Bände).
- Principles of population. 1840.
- England in 1815 and 1845. 1847.
- The Military Life of John, Duke of Marlborough. Harper & Bros., New York 1848, OCLC 1437529.
- Political and historical essays. 1850 (3 Bde., Sammlung vorher in Blackwood’s Magazine erschienener Aufsätze).
- History of Europe from the fall of Napoleon to the accession of Louis Napoleon (2. Aufl., Edinb. 1865, 8 Bde.).
- Lives of Lord Castlereagh and Sir Charles Stewart. W. Blackwood, Edinburgh 1861, OCLC 456774545.
- Some Account of My Life and Writings: An Autobiography, Volumes I–II. W. Blackwood, Edinburgh 1883, OCLC 4385121.